# Блумберга, Гундега
Гундега Блумберга (латыш. Gundega Blumberga, 1948, Латвийская ССР) — латвийский и советский журналист. Литературный консультант книги Amour Fou Руководитель Ливского культурного центра Работала журналистом в изданиях «Talsu Vēstis», «Neatkarīgā Cīņa», «Labrīt», «Fokuss», «Sakaru Pasaule» и в интернет портале «Apollo». Была главным и первым редактором нового издания Ливли. Работала литературным редактором «Dienas grāmata» агентства по переволам «Timedivision». Главный редактор портала livones.lv.